# Asianopis anchietae
Espèce
Synonymes
- Deinopis anchietae Brito Capello, 1867
- Deinopis bubo Brito Capello, 1867

Asianopis anchietae est une espèce d'araignées aranéomorphes de la famille des Deinopidae.

## Distribution
Cette espèce se rencontre en Afrique de l'Ouest, en Angola et en Afrique du Sud.

## Description
La carapace du mâle holotype mesure 7 mm et l'abdomen 13 mm.

## Systématique et taxinomie
Cette espèce a été décrite sous le protonyme Deinopis anchietae par Brito Capello en 1867. Elle est placée dans le genre Asianopis par Chamberland, Agnarsson, Quayle, Ruddy, Starrett et Bond en 2022.
Deinopis bubo a été placée en synonymie par Pocock en 1902.

## Étymologie
Cette espèce est nommée en l'honneur de José Alberto de Oliveira Anchieta (1832-1897).

## Publication originale
- Brito Capello, 1867 : « Descripçao de algunas especies novas ou pouco conhecidas de Crustaceo e Arachnidios de Portugal e possessoes portuguezas do Ultramar. » Memórias da Academia das Ciências de Lisboa, (N.S.), vol. 4, no 1, p. 1-17.